# مسیحا

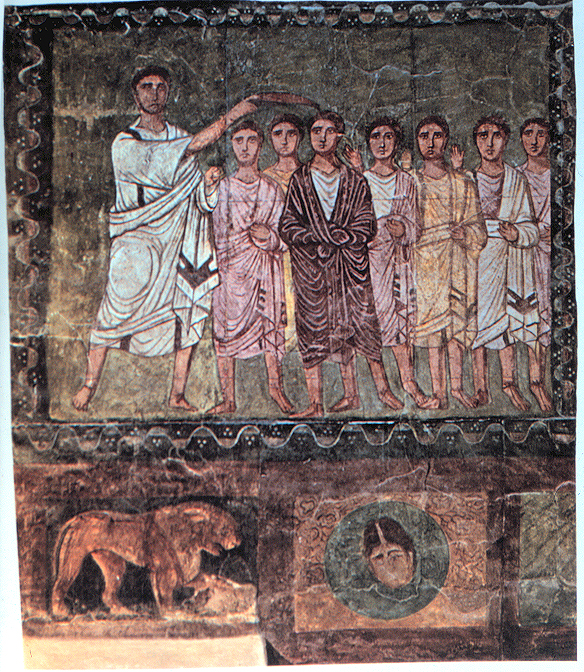
سامویل در حال مسح کردنِ داوود. نقاشی از قرن سوم میلادی در سوریه.

مسیحا یا مسیح یا ماشیحا (به معنی لغوی مسح شده) ایده‌ای در ادیان ابراهیمی به معنی رهبری است که توسط خداوند انتخاب شده باشد. این فرد معمولاً شاه یا کاهنی است که توسط روغن مقدس مسح شده باشد. ایده مسیح از تنخ نشات گرفته‌ است. در تنخ مسیح لزوماً یهودی نیست و از کوروش بزرگ شاه هخامنشی به عنوان نخستین مسیح در تاریخ نام برده شده‌ است، زیرا او دستور بازسازی اورشلیم (بیت‌المقدس) و بازسازی معبد سلیمان را صادر کرد. مسیح یهودی یک رهبر است که توسط خداوند مسح شده‌است و از نسل داوود می‌باشد. او قبایل بنی اسراییل را متحد خواهد کرد و عصر مسیحایی را آغاز خواهد نمود که دورانی در صلح جهانی به نام دنیای آینده خواهد بود.
ترجمه واژه عبری مسیح در یونانی کریستوس است که لقب مورد قبول عیسی در بین مسیحیان است. مسیحیان اعتقاد دارند که پیشبینیهای عهد عتیق (به خصوص کتاب اشعیای نبی) به عیسی اشاره می‌کنند و از این رو عیسی مسیح مورد اشاره عهد عتیق است.
در شیعه دوازده‌امامی اعتقاد بر این است که عیسی فرزند مریم پیامبر وعده داده شده و مسیحی بود که به قوم اسراییل فرستاده شد و او در انتهای زمان این دنیا باز خواهد گشت در حالی که مهدی را همراهی خواهد کرد و آن دو مسیح دجال (مسیح دروغین) را شکست خواهند داد.

## واژه‌شناسی
مسیح (عبری :מָשִׁיחַ ماشیا، آرامی: משיחא، یونانی: Μεσσίας، عربی: المسیح، لاتین :Messias) به معنی لغوی مسح شده است. در عبری، مسیح معمولاً به عنوان ملک هاماشیا (מלך המשיח) شناخته می‌شود که به معنی لغوی مسیح پادشاه است.
در نسخه یونانی عهد عتیق تمامی ۳۹ بار استفاده از لغت عبری مسیح به لغت یونانی کریستوس (Χριστός) ترجمه شده‌است. در عهد جدید ترجمه یونانی لغت مسیح دو بار در انجیل یوحنا مورد استفاده قرار گرفته‌است.
مسیح لقب عیسی در عربی است. این لغت هم توسط اعراب مسیحی (به صورت یسوع المسیح) و هم توسط اعراب مسلمان و تمامی مسلمانان (به صورت عیسی المسیح) مورد استفاده قرار می‌گیرد. لغت مسیح در عربی نیز به معنای مسح شده‌است. در اسلام اعتقاد بر این است که عیسی از زمان تولد توسط خداوند مورد مسح شدن قرار گرفته بود تا یک پادشاه و یک پیامبر باشد. قوم اسراییل که او به سوی آن‌ها فرستاده شده بود به صورت معمول پادشاهان خود را با روغن مخصوص مسح می‌کردند. در حدیثی نقل شده‌است که عیسی به صورت طبیعی دارای موهای مرطوب بود که ممکن است به معنی مسح شدن ذاتی او باشد.

## مسیح در باور ادیان مختلف

### یهودیت
معنی لغوی کلمه عبری ماشیا (مسیح) به معنی مسح شده می‌باشد که معنی مراسمی است که در آن روغن مقدس بر روی یک فرد یا یک چیز قرار داده می‌شد. در عهد عتیق این اصطلاح برای افراد زیادی مانند پادشاهان یهودی، کاهنان یهودی و پیامبران، معبد سلیمان و اشیای آن، نان فطیر و همچنین یک پادشاه غیریهودی (کورش) استفاده شده‌است.
در آخرت‌شناسی یهودی این اصطلاح به یک پادشاه یهودی از نسل داوود گفته می‌شود که با روغن مقدس مسح خواهد شد تا پادشاه حکم فرمانی خدا باشد و بر قوم یهود در عصر مسیحایی حکومت کند. در یهودیت مسیح با خدا یکی نبوده و فرزند او نیست. باور به آمدن مسیح یکی از اصول اصلی دین یهودیت است و بر اساس نظر ابن میمون (دانشمند معروف یهودی) یکی از اصول ۱۳ گانه دین است.
ابن میمون هویت مسیح را به صورت زیر بیان می‌کند:
و اگر یک پادشاه از نسل داوود بیاید که تورات را بخواند و با دستورها آن مانند پدرش داوود مشغول شود همانگونه که در تورات کتبی و شفاهی نوشته شده‌است و او قوم اسراییل را وادار به پیروی و تقویت رعایت دستورها آن بکند و در جنگهای هاشم (نام خدا در یهودیت) بجنگد او باید به عنوان مسیح مورد برخورد قرار گیرد. اگر او موفق شده باشد و معبد سلیمان را بازسازی کرده باشد و قوم اسراییل را دوباره جمع کند او حتماً مسیح بوده‌است و او تمامی دنیا را متقاعد خواهد کرد تا خدا را به همراه یکدیگر پرستش کنند همانگونه که نوشته شده‌است: «زیرا بعد از آن من با ملتها با زبان فصیح سخن خواهم گفت تا آنها نام خدا را قبول کنند و او را به صورت یکپارچه پرستش کنند.»
دیدگاه بعضی روحانیون یهودی این است که در هر نسلی یک مسیح بالقوه وجود دارد.
در دیدگاه یهودیان کابالایی دوره عصر مسیحایی (ماشیا بن دیوید) بعد از دوره ماشیا بن یوسف (مسیح بن یوسف) خواهد بود. ماشیا بن یوسف مسیحی از نسل یوسف است که قبائل اسرائیل را جمع خواهد کرد و آن‌ها را به سمت اورشلیم خواهد برد. بعد از جنگ با نیروهای متخاصم ماشیا بن یوسف آن‌ها را شکست داده و حکومتی برای خود در اورشلیم ایجاد خواهد کرد و معبد اورشلیم را بازگشایی خواهد نمود. سپس آرمیلیوس یا گاگ و مگاگ (یاجوج و ماجوج) به اورشلیم حمله کرده و ماشیا بن یوسف را خواهند کشت. جسد او بنا بر روایتی در خیابانهای اورشلیم رها خواهد شد و بنا بر روایتی دیگر توسط فرشتگان مخفی خواهد شد تا اینکه ماشیا بن دیوید ظاهر شده و او را مجدداً زنده کند.

### مسیحیت

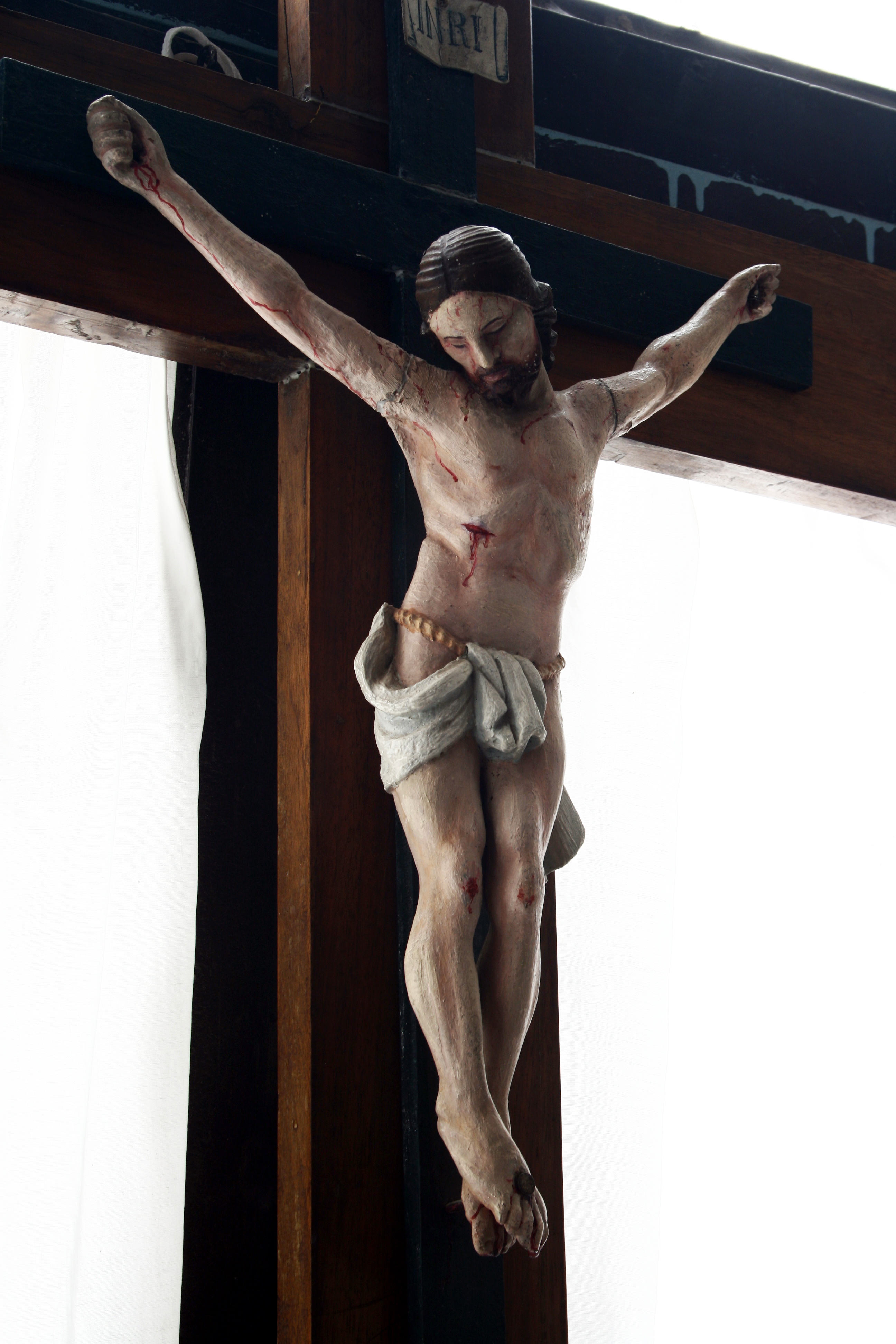
مجسمه مسیح در کلیسای عذرای توانا - تبریز.

مسیحیان، عیسی پسر مریم را مسیح می‌دانند.
از این رو مسیحیان اعتقاد دارند که پیش‌بینی‌های عهد عتیق در مورد آمدن مسیح و مخصوصاً پیش‌بینی‌های اشعیا توسط عیسی محقق گردید. دیدگاه مسیحی با دیدگاه یهودی و اسلامی در مورد مسیح متفاوت است زیرا مسیحیان اعتقاد دارند که مسیح پسر خدا بوده و قسمتی از بدنه سه‌گانه خدا (پدر، پسر و روح القدس) می‌باشد. در اناجیل چهارگانه عیسی به صورت فیزیکی تنها یکبار و توسط یک زن مسح می‌شود و این اتفاق در بتانی در بیرون از اورشلیم اتفاق میفتد. در انجیل لوقا محل این اتفاق نزدیک دریای گالیله تصور می‌شود.
در مسیحیت عیسی به عنوان قربانی برای کفاره گناهان تمامی دنیا تصور می‌گردد (ببینید :یوم کیپور).
به اعتقاد مسیحیان خداوند در قالب یک انسان درآمد (جسم پوشید) و بارفتن بر روی صلیب، گناهان انسان‌ها را پاک کرد و هرکه به مسیح ایمان بیاورد نجات یافته‌است.

### اسلام
در اسلام نیز عیسی را پیامبر و رسول خدا و نیز مسیح می‌دانند (به عنوان نجات دهنده قوم یهود)، همچنین طبق اعتقاد مسلمانان وی فرزند مریم عذرا و آخرین پیامبر اولوالعزم پیش از محمد است؛ و طبق عقیده شیعیان دوازده امامی در آخرالزمان بیاری مهدی، یکی دیگر از جلوه‌های موعود در اسلام، به زمین رجعت کرده و پشت سر مهدی نماز خواهد گزارد. در باور مسیحیان عیسی مصلوب شد ولی به نص قرآن، وی مصلوب و کشته نشده‌است (و ما قتلوه و ما صلبوه ولکن شبّه لهم) همین بخش است که در کل ماهیت مسیحیت مسیحیان را با ماهیت مسیحیت اسلامی در متضاد می‌کند زیرا ماهیت مسیحی مسیح نجات انسان‌ها از گناه بوده‌است با جان دادن بر روی صلیب * هم مسیحیان هم مسلمانان معتقدند مسیح پس از رجعت، دجال را خواهد کشت.
- قرآن، عیسی مسیح را از شوائب نقص، گناه، ناپاکی مولد و نسب، بی‌مهری به مادر مبری می‌داند.[۲]